# Kutlovo, Kuršumlija
Kutlovo (izvirno srbsko Кутлово) je naselje v Srbiji, ki upravno spada pod Občino Kuršumlija; slednja pa je del Topliškega upravnega okraja.

## Demografija
V naselju živi 35 polnoletnih prebivalcev, pri čemer je njihova povprečna starost 59,0 let (55,9 pri moških in 61,8 pri ženskah). Naselje ima 16 gospodinjstev, pri čemer je povprečno število članov na gospodinjstvo 2,31.
To naselje je, glede na rezultate popisa iz leta 2002, večinoma srbsko.
|  |

| Demografija | Demografija     | Demografija     |
| Leto        | Št. prebivalcev | Št. prebivalcev |
| ----------- | --------------- | --------------- |
|             |                 |                 |
|             |                 |                 |
|             |                 |                 |
|             |                 |                 |
| 1948        | 256             |                 |
| 1953        | 276             |                 |
| 1961        | 247             |                 |
| 1971        | 147             |                 |
| 1981        | 81              |                 |
| 1991        | 37              | 37              |
| 2002        | 39              | 37              |
|             |                 |                 |

| Etnična sestava po popisu iz leta 2002 | Etnična sestava po popisu iz leta 2002 | Etnična sestava po popisu iz leta 2002 | Etnična sestava po popisu iz leta 2002 | Etnična sestava po popisu iz leta 2002 |
| -------------------------------------- | -------------------------------------- | -------------------------------------- | -------------------------------------- | -------------------------------------- |
| Srbi                                   | Srbi                                   |                                        | 35                                     | 94,59%                                 |
| Neznano                                | Neznano                                |                                        | 2                                      | 5,40%                                  |